# إيزوبرينالين
إيزوبرينالين هو دواء يستخدم لعلاج بطء وإحصار القلب. ينتمي الدواء وظيفياً إلى ناهضات بيتا الأدرينالية، وهو من حيث البنية مشابه لبنية الأدرينالين (الإبينفرين).
يوجد لهذا العقار الكيميائي العديد من الأسماء التجارية.

## مجالات الاستطباب
يستخدم إيزوبرينالين في علاج:
- إحصار القلب ونوبات متلازمة آدامز-ستوكس.[3]
- تاريخياً كان هذا الدواء مستخدماً في علاج الربو؛[4] ولكن لا ينصح باستخدامه لذلك الغرض حالياً وفق هيئة خبراء برنامج الوقاية والتوعية الأمريكي لمرض الربو.[5]